# 那覇地方検察庁
那覇地方検察庁（なはちほうけんさつちょう）は、沖縄県那覇市にある日本の地方検察庁の一つで、沖縄県を管轄している。略称は、那覇地検（なはちけん）。沖縄、名護、平良、石垣に支部を置いている。
かつての琉球政府検察庁がもとになっている。

## 所在地
- 本庁 - 那覇市樋川1丁目15-15 那覇第一地方合同庁舎
- 沖縄支部 - 沖縄市知花6丁目7-5 沖縄法務合同庁舎
- 名護支部 - 名護市字宮里452-3 名護地方合同庁舎
- 平良支部 - 宮古島市平良字西里345
- 石垣支部 - 石垣市字登野城55-1

## 管轄
- 本庁
  - 那覇区検察庁（那覇市、浦添市、糸満市、豊見城市、南城市、島尻郡（南風原町、与那原町、久米島町、八重瀬町、粟国村、渡名喜村、渡嘉敷村、座間味村、南大東村、北大東村）、中頭郡（西原町））
- 沖縄支部
  - 沖縄区検察庁（沖縄市、うるま市、宜野湾市、中頭郡（読谷村、嘉手納町、北谷町、北中城村、中城村））
- 名護支部
  - 名護区検察庁（名護市、国頭郡、島尻郡（伊是名村、伊平屋村））
- 平良支部
  - 平良区検察庁（宮古島市、宮古郡）
- 石垣支部
  - 石垣区検察庁（石垣市、八重山郡）

## 組織
検事正、次席検事の下で事務を執行する。各課の下には係を置く。職員数131。
- 事務局
  - 総務課
  - 会計課
  - 企画調査課
  - 監査室
  - 検察広報官
  - 検務監理官
- 検事
- 首席捜査官
  - 統括捜査官

### 相談窓口
被害者ホットライン - 犯罪被害者およびその家族親族からの刑事手続きに関する相談を取り扱う。電話対応。

### 各種プログラム
中高生などの若い世代を中心に、法教育を通じ法や司法に関する理解向上を目指すプログラムを行う。上記の企画調査課が所管する。
- 移動教室プログラム
- 出前教室プログラム
- 刑事裁判傍聴プログラム

## 検事正

### 歴代検事正
※通常、那覇地検検事正は福岡高検那覇支部長（※福岡高検検事）との兼任である。
| 氏名       | 在任期間                        | 出身校           | 前職                                         | 以降の要職 | 備考 |
| ---------- | ------------------------------- | ---------------- | -------------------------------------------- | --- | ---- |
| 佐々木正輝 | - 2009年7月17日                 | 早稲田大学法学部 | 最高検検事                                   | 法務総合研究所国際連合研修協力部長、札幌地検検事正、辞職（2012年）、公証人、千葉大学法科大学院教授                             |      |
| 三浦守     | 2009年7月17日 - 2010年7月5日    | 東京大学法学部   | 最高検検事                                   | 最高検検事、法務省矯正局長、最高検監察指導部長、最高検公判部長、札幌高検検事長、大阪高検検事長、退職（2018年）、最高裁判所判事 |      |
| 上野友慈   | 2010年7月5日 - 2011年7月1日     | 九州大学法学部   | 司法研修所教官（上席）                       | 最高検検事、大阪地検次席検事、最高検公安部長、大阪地検検事正、札幌高検検事長、大阪高検検事長、退職 (2020年)                    |      |
| 加藤朋寛   | 2011年7月1日 - 2012年8月24日    |                  | 横浜地検次席検事                             | 仙台高検次席検事兼法務総合研究所仙台支所長、東京法務局長、広島地検検事正、退職（2018年）、中央更生保護審査会委員               |      |
| 北川健太郎 | 2012年8月24日 - 2013年7月5日    | 金沢大学法文学部 | 大阪高検刑事部長                             | 最高検検事、大阪地検次席検事、大阪高検次席検事兼法総研大阪支所長、最高検監察指導部長、大阪地検検事正、退職 (2019年)            |      |
| 松田一郎   | 2013年7月5日 - 2014年11月10日   |                  | 大阪高検総務部長兼法務総合研究所大阪支所教官 | 岡山地検検事正、神戸地検検事正、辞職（2017年）                                                                                 |      |
| 田辺泰弘   | 2014年11月10日 - 2015年12月10日 | 中央大学法学部   | 東京高検刑事部長                             | 大阪地検次席検事、大阪高検次席検事兼法務総合研究所大阪支所長、大阪地検検事正、札幌高検検事長、福岡高検検事長                   |      |
| 上冨敏伸   | 2015年12月10日 - 2017年1月20日  | 中央大学法学部   | 法務省大臣官房審議官（刑事局担当）           | 最高検検事、最高検監察指導部長（心得）、最高検監察指導部長、法務総合研究所長                                                   |      |
| 林秀行     | 2017年1月20日 - 2018年6月25日   |                  | 横浜地検次席検事                             | 東京地検立川支部長、札幌地検検事正、福岡地検検事正、さいたま地検検事正                                                         |      |
| 中村孝     | 2018年6月25日 - 2020年7月22日   | 九州大学法学部   | 名古屋高検次席検事、最高検刑事部長           | |      |
| 西山卓爾   | 2020年7月22日 - 2021年9月3日    | 東京大学法学部   | 法務省大臣官房政策立案総括審議官             | 出入国在留管理庁次長 |      |
| 平光信隆   | 2021年9月3日 - 2023年1月10日    |                  | 最高検検事                                   | 最高検検事 |      |
| 内藤惣一郎 | 2023年1月10日 -                 | 東京大学法学部   | 最高検検事                                   | |      |